# Kröning

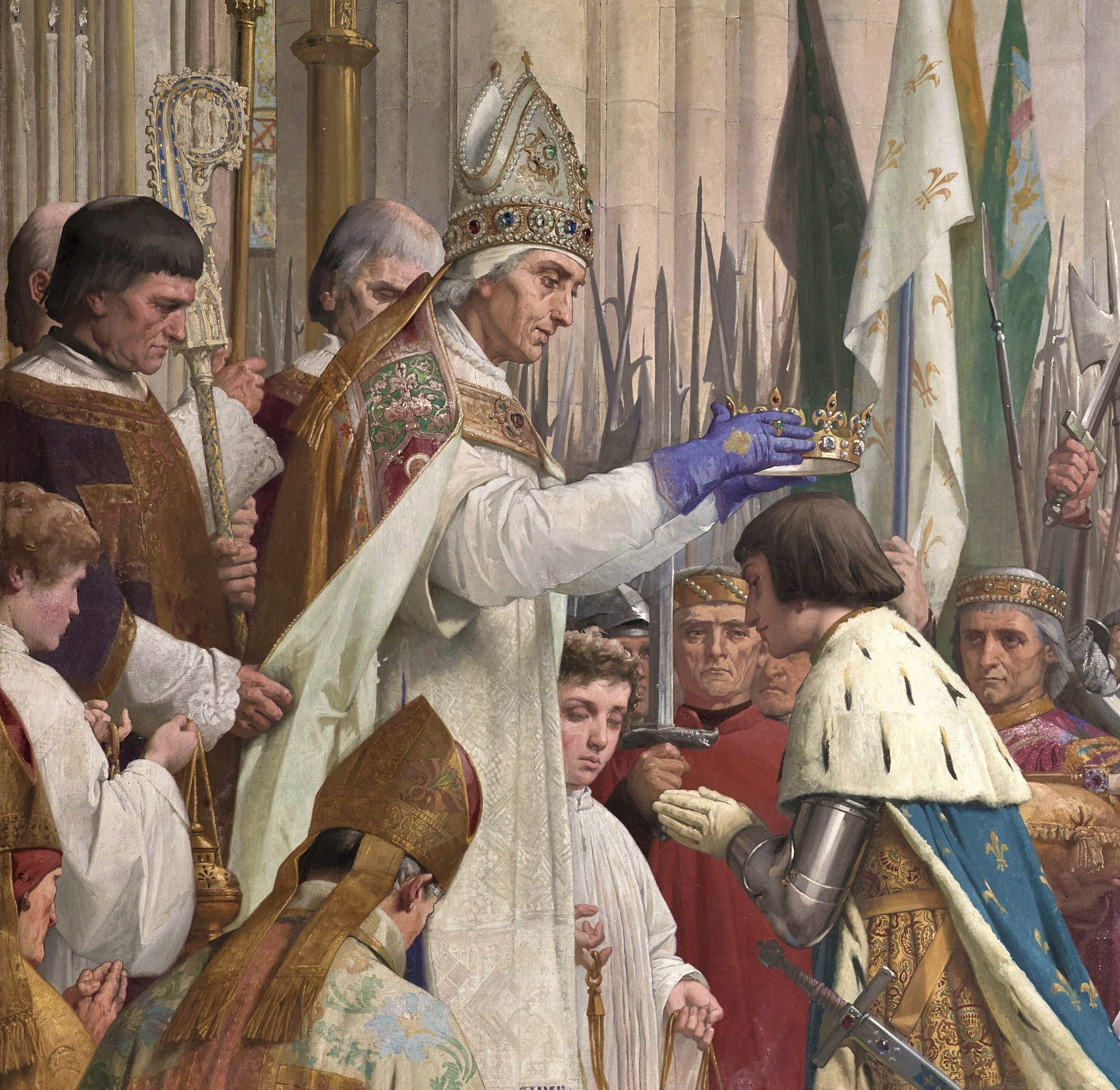
Karl VII:s av Frankrikes kröning, avbildad 1889

Kröning (av: krona) är den högtidliga akt som utförs när en monark ceremoniellt invigs i sitt ämbete genom att kronan för första gången sätts på hans eller hennes huvud. Inom kristendomen är det dock främst en religiös ceremoni, där monarken genom smörjelse anses bli välsignad och utsedd av Gud.
Kröning har dock aldrig varit en förutsättning för att någon skulle betraktas som monark. Viktigare har normalt varit någon form av edsavläggelse som har skett så snart monarken har upptagit ämbetet, medan kröningen ofta har skett senare. Med undantag för Storbritannien avskaffade Europas konstitutionella monarkier kröningsakten kring år 1900. Den tidigast kända kröningen i Sverige skedde 1210 (Erik II) och den sista skedde 1873 (Oscar II). Nordens sista kröning skedde 22 juni 1906, då Norges första egna kung sedan 1500-talet, Haakon VII, kröntes i Nidarosdomen i Trondheim. I Danmark har man inte haft nån egentlig kröning sedan 1648, eftersom Danmarks envåldshärskare mellan 1660 och 1849 bara smordes, medan de själva dessförinnan satte på sig kronan själv.

## Ceremonin
När Sverige fortfarande hade kröningar utfördes kröningsceremonin av ärkebiskopen. Ceremonin inleddes med en kungaförsäkran och den enskilt viktigaste passagen i ceremonin utgjordes av smörjelse med chrisma. Därefter följde själva påklädningen, av bland annat manteln, och utdelandet av riksregalierna, såsom riksäpplet och spiran. Akten fullbordades med påsättningen av kungakronan. Under akten lästes flera böner:
| ” | Allsmäktige evige Gud ... vi ber dig lyssna på våra ödmjuka böner och utnämna denna din tjänare till rikets högste härskare, och smörja honom med den Helige Andes benådade olja varmed du har smort dessa präster, kungar, profeter och martyrer som genom tro erövrade kungariken, skipade rättvisa och mottog dina löften. | „ |

Kröningar har dock inte alltid utförts av en representant för kyrkan. En del monarker har själva tagit på sig kronan, utan kröningsceremoni, till exempel Maximilian I av Tysk-romerska riket och Danmarks envåldshärskare mellan 1660 och 1849.
Om en manlig regent är gift när han kröns, brukar hans hustru oftast krönas till drottning samtidigt. Maken till en kvinnlig monark har däremot historiskt sett inte blivit krönt alls, såvida han inte blivit sin hustrus medregent. 
Vid kröning förekom i äldre tider så kallade kröningsmynt, som präglades enkom för detta tillfälle och som kastades ut till folket.
Kröningen föll ur bruk i flertalet europeiska monarkier i början av förra seklet. Istället övergick man till enklare trontillträdesceremonier. Den senaste kröningen i ett europeiskt kungahus ägde rum i Westminster Abbey den 6 maj 2023, då Charles III och hans hustru Camilla kröntes till Storbritanniens kung och drottning.
Bortsett från världsliga regenter kröntes romersk-katolska kyrkans påve med den påvliga tiaran (en tredubbel krona) mellan 858 och 1963, då Paulus VI blev den sista påve som kröntes.

## Kröningens ursprung
Fastän initiationsriter för hövdingar och ledare funnits i många kulturer, är kröningen starkt förknippad med kristendomen. Som ceremoni är den dock ett arv som kan spåras till faraonerna, judarna, och perserna. I Bibeln berättas hur Herren väljer ut David till kung Sauls efterträdare, och han blir smord av profeten Samuel:
| ”                              | Och Herren sade: 'Stå upp och smörj honom, ty denne är det.' Då tog Samuel sitt oljehorn och smorde honom mitt ibland hans bröder. Och Herrens ande kom över David, från den dagen och i fortsättningen. | „ |
| – Första Samuelsboken 16:12 f. | |   |

Andra Samuelsboken berättar i kapitel 12 hur David erövrade Rabba och intog Vattenstaden. Inne i staden tog han den störtade kungens krona och den sattes på hans huvud. Konungens roll i religionen framhålls därefter i framför allt Första och Andra Konungaboken samt Första och Andra Krönikeboken. I Nya testamentet förekommer kronan och kungavärdigheten i flera fall som beteckning på Jesus Kristus.
Hos israeliterna invigdes kungarna till sitt ämbete även genom att högtidligen smörjas av översteprästen - därav uttrycket "Herrens smorde".
Till Europa kom seden med kröning under medeltiden när kungariken började bildas, och utfördes av påven, patriarken av Konstantinopel, eller en representant för dessa, såsom en ärkebiskop. Kröningen fyllde funktionen att trygga ordningen efter att en kung hade dött, att manifestera att riket bestod, att valet hade fallit på en pretendent samt att anspråken erkändes av Kyrkan och församlingen i en välsignelse. Kyrkans delaktighet visade på enhet och att ordningen var Guds ordning. Därmed blev monarkens uppdrag betraktad som en gudomlig instiftelse. Samtidigt visade kungen i ceremonin underkastelse inför religionen. Till Västeuropa synes seden ha kommit under 800-talet och snabbt blivit vedertagen. Därav kommer också uttrycket Kungadömet av Guds nåde.

## Kända kröningar
Bland de tidiga kröningar som väckt mest historiskt intresse är kröningen av Karl den store juldagen år 800 av påven i Rom, kröningen av Stefan den helige i Ungern 1000 vilket markerar Ungerska rikets bildande, den dubbla kröningen av Stefan II av Serbien som ledde till att Serbien blev östortodoxt, samt Leo I av Bysantinska riket 7 februari år 457 vilket var den första kröningen som utfördes av patriarken av Konstantinopel. Napoleon I satte själv kejsarkronan på sitt huvud, men lät sin kröning i övrigt förrättas av påven som kallats till Paris.